# Indjúida

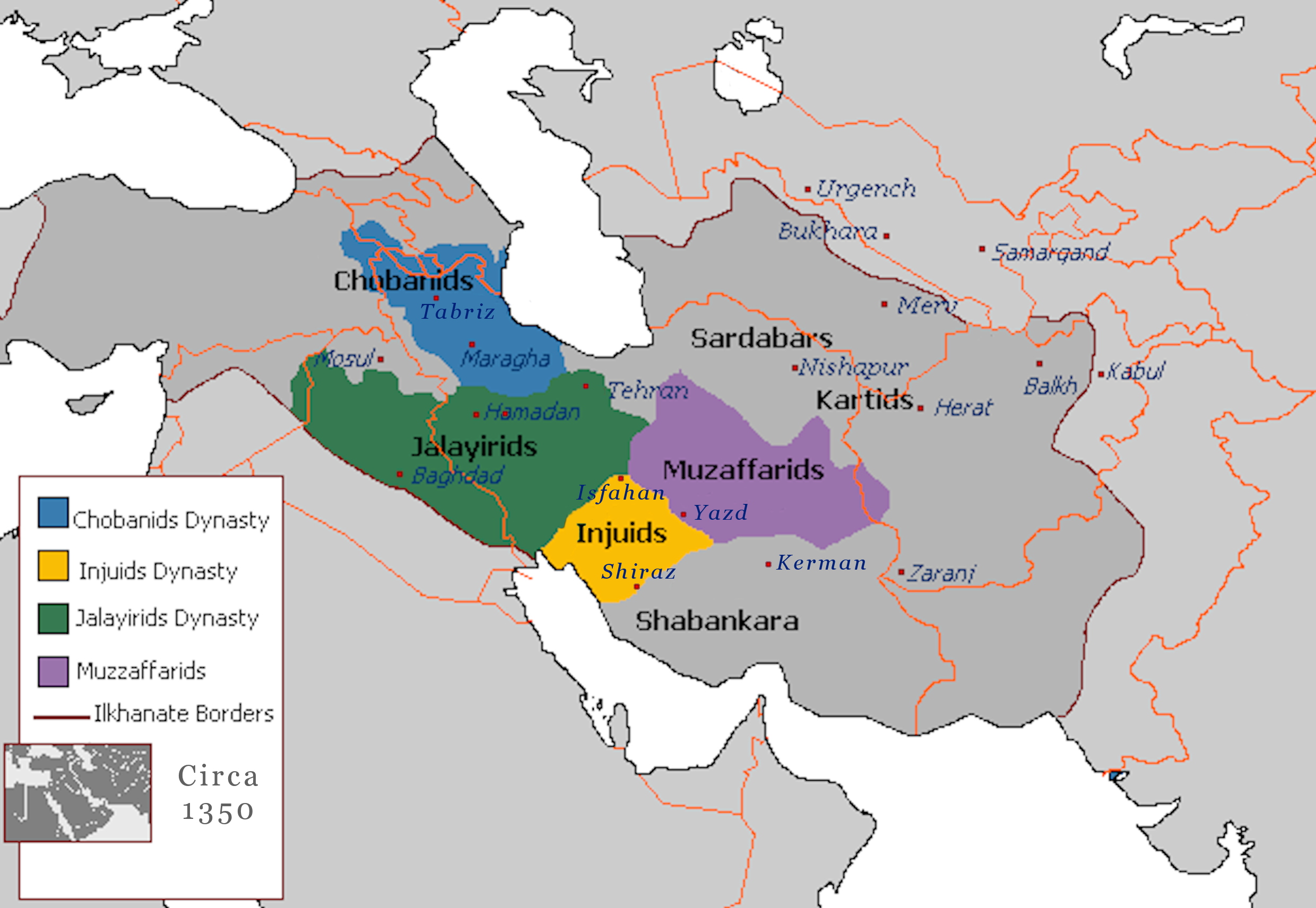
Fragmentació de l'ilkanat a la mort d'Abu Said Bahadur Khan

La dinastia indjúida o dels indjúides fou una dinastia que va governar Fars i Esfahan al segle xiv (vers 1303-1357).
Es va originar en el governador provincial dels Il-kan enviat al territori, possessió dels salghúrides, per administrar els dominis reials, i que va acaparar tot el poder el 1325. Fou enderrocada quan els muzaffàrides de Yadz i Kirman van conquerir Siraz el 1353 i Esfahan el 1357.

## Llista de governants
En negreta els autèntics membres de la dinastia; lletre normal, altres governants:
- Xaraf al-Din Mahmud Xah Indju cogovernador 1303-1325, governador autònom 1325-1334
- Amir Muzaffar Inak 1334-1335
- Ghiyath al-Din Khay Khusraw, governant de facto 1334-1338
- Masud Xah Djalal al-Din, designat successor el 1336, governant 1336/1338-1339
- Muhammad Shams al-Din 1339
- Pir Husayn 1339
- Masud Xah Djalal al-Din, 1339-1340 (segona vegada)
- Pir Husayn 1340-1342 (segona vegada)
- Malik Ashraf ibn Timurtash 1342
- Abu Ishak Djamal al-Din 1342
- Masud Shah Djalal al-Din, 1342 (tercera vegada)
- Yaghi Basti 1342
- Abu Ishak Djamal al-Din (a Esfahan des de 1340 o 1341 fins al 1357) 1342-1354

Vegeu també:
- Indju